# Plaza de San Pedro
La plaza de San Pedro (en italiano: Piazza San Pietro; en latín: Forum Sancti Petri) es la plaza situada delante de la basílica de San Pedro en la Ciudad del Vaticano, enclavada dentro de Roma. Situada en el límite del centro histórico, a 19 m. s. n. m., la plaza forma parte de la Ciudad del Vaticano y está delimitada por la frontera con el Estado italiano. Sus principales accesos, a través del rione de Borgo, que se encuentra al este de la plaza, son la Via della Conciliazione y la Via di Porta Angelica.

## Descripción

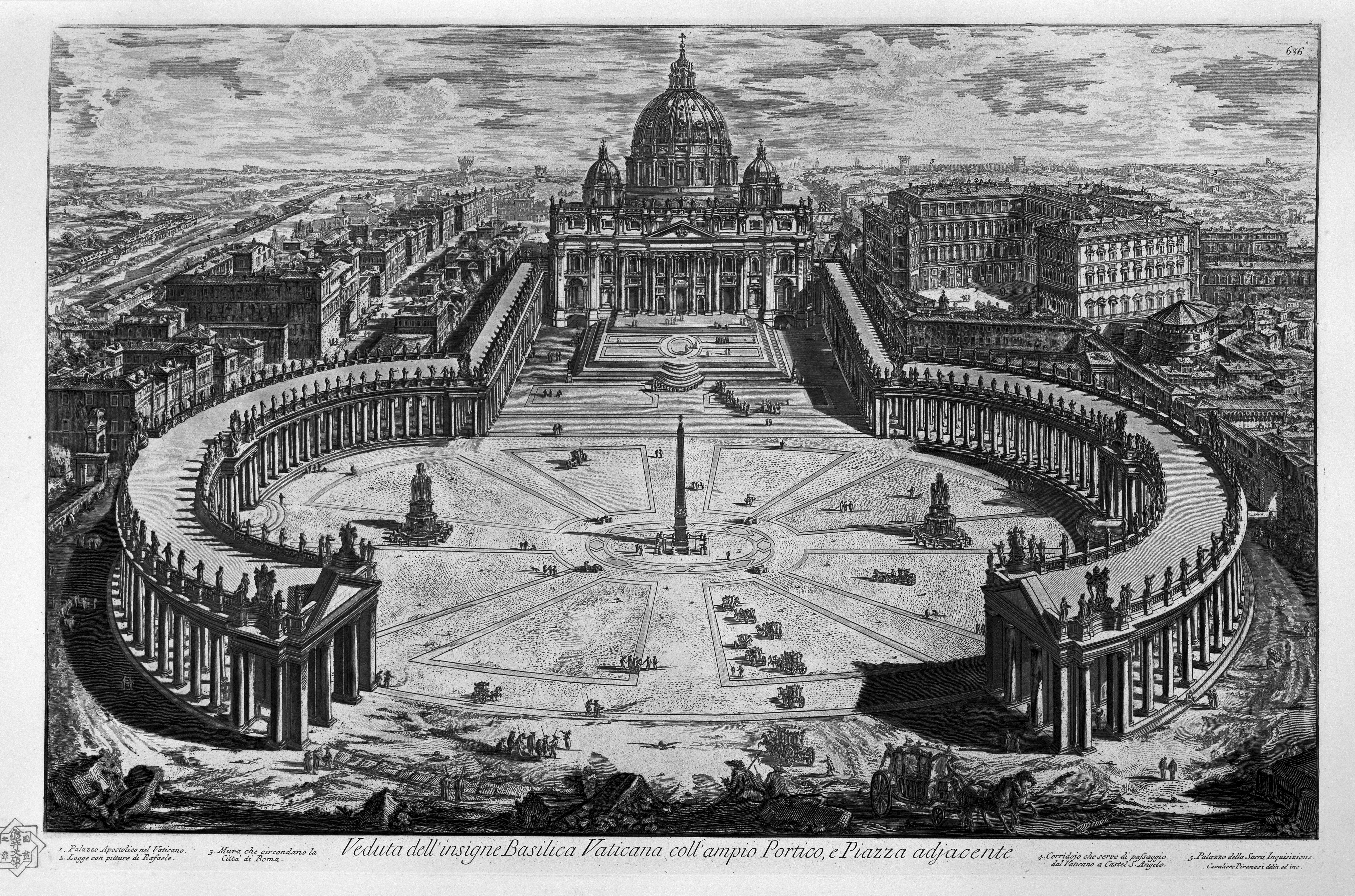
La plaza de San Pedro vista por Giovanni Battista Piranesi (1748).

La célebre plaza, notable ejemplo de la arquitectura y el urbanismo barroco, está dedicada al santo homónimo y es el lugar de encuentro cotidiano de miles de fieles católicos procedentes de todo el mundo. El espacio de la plaza está formado por dos partes: la primera tiene forma de trapecio, cuyo lado mayor corresponde a la fachada de la basílica, con motivaciones de perspectiva (anular la gran distancia que hay entre la plaza y la basílica); y la segunda tiene forma de óvalo (construcción geométrica elemental que Borromini estudió de Sebastiano Serlio, el cual a su vez aprendió de su maestro Baldassarre Peruzzi) con el obelisco egipcio en el centro.
Estos dos grandes espacios están unificados por cuatro columnatas que cuentan con un total de 284 columnas y 88 pilastras que sostienen un arquitrabe, y 140 estatuas de mármol. Actualmente, delante de la plaza propiamente dicha se encuentra otro espacio que sirve de vestíbulo de la misma (la Piazza Pio XII, antigua Piazza Rusticucci), en la cual desemboca la Via della Conciliazione.
Las 140 estatuas son:
| Columnata derecha1. San Galicano, mártir. Lazzaro Morelli, 1673.2. San Leonardo de Noblat, ermitaño. Anónimo, 1666.3. Santa Petronila, virgen. Anónimo, 1666.4. San Vital de Milán, mártir. Lazzaro Morelli, 1667.5. Santa Tecla de Iconio, virgen y mártir. Anónimo, 1666.6. San Alberto de Jerusalén, carmelita. Lazzaro Morelli, 1668.7. Santa Isabel de Portugal, viuda. Lazzaro Morelli, 1668.8. Santa Ágata, virgen y mártir. Giovanni Maria de Rossi, 1668.9. Santa Úrsula, virgen y mártir. Agostino Cornacchini, 1754.10. Santa Clara, O.S.C. virgen y fundadora. Lazzaro Morelli, 1668.11. Santa Olimpia, viuda. Giovanni Maria de Rossi, 1668.12. Santa Lucía, mártir. Giovanni Maria de Rossi, 1668.13. Santa Balbina, mártir. Giovanni Maria de Rossi, 1668.14. Santa Apolonia, mártir. Filippo Carcani, 1668.15. San Remigio, obispo. Giovanni Maria de Rossi, 1668.16. San Ignacio de Loyola, S.I., fundador. Giovanni Maria de Rossi, 1668.17. San Benito de Nursia, abad. Anónimo, 1667.18. San Bernardo de Claraval, [[Orden del Císter]\|O.Cist.]], doctor de la Iglesia. Lazzaro Morelli, 1668.19. San Francisco de Asís, diácono y fundador de la Orden de los Hermanos Menores. Lazzaro Morelli, 1668.20. Santo Domingo de Guzmán, O.P., fundador. Lazzaro Morelli, 1668.21. Santa Macrina la Mayor. Anónimo, 1668.22. Santa Teodosia de Constantinopla, virgen y mártir. Andrea Baratta, 1666.23. San Efrén, diácono y doctor de la Iglesia. Anónimo, 1667.24. Santa María Egipcíaca. Lazzaro Morelli, 1667.25. San Marcos, evangelista. Lazzaro Morelli, 1667.26. Santa Febronia de Nísibis, virgen y mártir. Lazzaro Morelli, 1662.27. Santa Fabiola, viuda. Lazzaro Morelli, 1668.28. San Nilamón, ermitaño. Lazzaro Morelli, 1668.29. San Marciano de Siracusa, mártir. Lazzaro Morelli, 1668.30. San Eusignio de Antioquía, mártir. Giovanni Maria de Rossi, 1668.31. San Marino, diácono. Anónimo, 1668.32. San Dídimo, mártir. Lazzaro Morelli, 1668.33. San Apolonio de Alejandría, mártir. Francesco Mari, 166834. Santa Cándida, mártir. Anónimo, 1668.35. Santa Fausta de Sirmio, confesora. Anónimo, 1668.36. Santa Bárbara, virgen y mártir. Anónimo, 1668.37. San Benigno de Dijon, mártir. Francesco Mari, 166838. San Malco de Siria, mártir. Giovanni Maria de Rossi, 1668.39. San Mamés de Capadocia, mártir. Lazzaro Morelli, 1668.40. Santa Colomba de Sens, abad41. San Ponciano, mártir42. San Ginés de Arlés, mártir43. Santa Inés, virgen y mártir. Lazzaro Morelli, 1662.44. Santa Catalina de Alejandría, virgen y mártir. Lazzaro Morelli, 1665.45. San Justino, mártir. Lazzaro Morelli, 1667.46. Santa Cecilia, virgen y mártir47. Santa Francisca Romana, Obl.S.B. Oliv., fundadora.48. San Jorge, mártir49. Santa María Magdalena de Pazzi, O. Carm..50. Santa Susana, mártir51. Santa Martina de Roma, mártir52. San Nicolás de Bari, obispo53. San Nicolás de Tolentino, O.S.A.54. San Francisco de Borja, S.I..55. San Francisco de Sales, obispo y Doctor de la Iglesia.56. Santa Teresa de Jesús, O.C.D., fundadora y Doctora de la Iglesia.57. Santa Juliana, mártir58. San Julián, mártir59. San Celso, mártir60. San Anastasio de Sergiopolis, mártir61. San Vicente, mártir62. San Pablo, mártir63. San Juan, mártir64. San Damián, mártir65. San Cosme, mártir66. San Zósimo, mártir67. San Rufo, mártir68. San Protasio, mártir69. San Gervasio, mártir70. Santo Tomás de Aquino, O.P., doctor de la Iglesia. | Columnata izquierda71. San Buenaventura, O.F.M. Pietro Paolo Campi, 170372. San Marcos, mártir73. San Marceliano, mártir74. San Vito, mártir75. San Modesto de Tréveris, mártir76. Santa Práxedes, mártir77. Santa Pudenciana, mártir78. San Fabián, pápa y mártir79. San Sebastián, mártir80. San Feliciano, mártir81. San Fausto de Córdoba, mártir82. San Primo, mártir83. San Feliciano, mártir84. San Hipólito, mártir85. San Basílides, mártir86. San Pablo, mártir87. Santa Juliana, mártir88. San Nereo, mártir89. San Aquileo, mártir90. San Félix, obispo y mártir91. San Constancio de Perugia, obispo y mártir92. San Andrés Corsini, O. Carm., obispo.93. San Crescencio, mártir94. Santa Pelagia, mártir95. San Pancracio, mártir96. San Dionisio Areopagita, obispo y mártir. Lazzaro Morelli, 1667.97. San Lorenzo, diácono y mártir. Lazzaro Morelli, 166.98. San Esteban, diácono y protomártir de la Iglesia. Lazzaro Morelli, 1665.99. San Romano de Samosata, mártir. Lazzaro Morelli, 1667.100. San Eusebio de Samosata, obispo y mártir. Lazzaro Morelli, 1670.101. San Espiridón de Tremitunte, obispo. Lazzaro Morelli, 1670.102. San Ignacio de Antioquía, obispo y mártir103. San Alejandro de Alejandría, obispo104. San León Magno, papa y doctor de la Iglesia. Giovanni Maria de Rossi, 1670.105. San Anastasio de Antioquía, obispo. Giovanni Maria de Rossi, 1670.106. San Juan Crisóstomo, obispo y padre de la Iglesia. Giovanni Maria de Rossi, 1670.107. San Ubaldo, obispo. Giovanni Maria de Rossi, 1670.108. San Gregorio Nacianceno, obispo y padre de la Iglesia. Giovanni Maria de Rossi, 1670.109. San León IV, papa110. San Clemente Romano, papa y mártir111. San Celestino V, papa. Lazzaro Morelli, 1670.112. San Marcelo I, papa y mártir. Lazzaro Morelli, 1670.113. San Martín I, papa y mártir. Lazzaro Morelli, 1670.114. San Silvestre I, papa. Lazzaro Morelli, 1670.115. San Marcelino, papa y mártir. Lazzaro Morelli, 1670.116. Santa Gala, viuda. Anónimo, 1666.117. Santa Catalina de Siena, O.P.118. Santa Beatriz, mártir119. Santa Teodora de Roma, mártir120. San Jacinto de Cracovia, O.P.. Lazzaro Morelli, 1668.121. San Francisco Javier, S.I.. Lazzaro Morelli, 1670.122. San Cayetano de Thiene, C.R., fundador. Lazzaro Morelli, 1671.123. San Felipe Benicio, O.S.M.. Lazzaro Morelli, 1671.124. San Felipe Neri, C.O., fundador. Lazzaro Morelli, 1671.125. San Carlos Borromeo, cardenal. Lazzaro Morelli, 1671.126. San Antonio de Padua, O.F.M., doctor de la Iglesia. Lazzaro Morelli, 1671.127. San Francisco de Paula, O.M., fundador.128. San Antonio Abad.129. San Pablo de la Tebaida, primer ermitaño. Lazzaro Morelli, 1672.130. San Pedro Nolasco, O. de M., fundador. Lazzaro Morelli, 1673.131. San José, padre adoptivo de Dios y esposo de la Madre de Dios. Lazzaro Morelli, 1672.132. San Romualdo, O.S.B.Cam., fundador. Lazzaro Morelli, 1672.133. San Juan de Mata, fundador. Lazzaro Morelli, 1673.134. San Luis Beltrán, O.P.. Lazzaro Morelli, 1670.135. San Bruno de Colonia, O. Cart., fundador.136. San Hilarión, abad137. San Jerónimo de Estridón, padre de la Iglesia.138. San Teodoro de Amasea, mártir. Lazzaro Morelli, 1667.139. San Teobaldo de Provins, O.S.B.Cam..140. San Norberto de Xanten, O. Praem., obispo y fundador. Lazzaro Morelli, 1673. |

## Historia

### LaPlatea Sancti Petrihasta elsigloXV

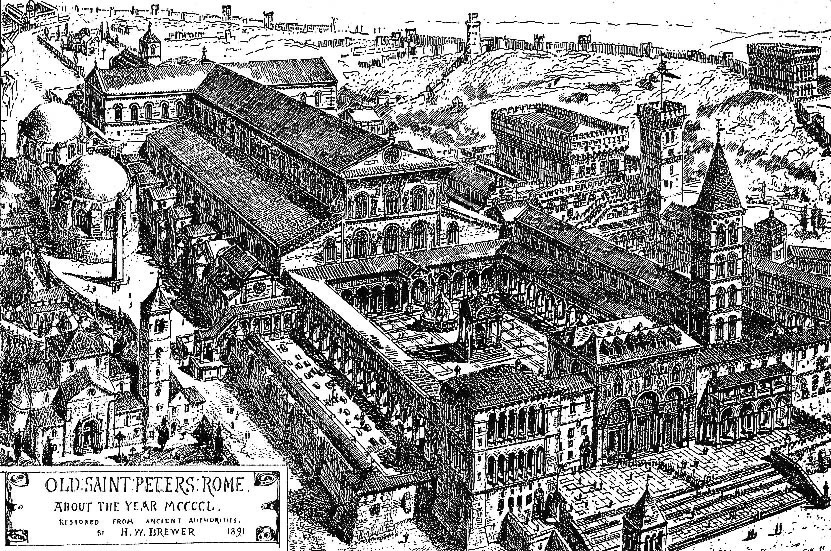
Grabado de la antigua basílica de San Pedro en torno al año 1450.

La plaza de San Pedro y la basílica ocupan un pequeño valle situado entre la colina Vaticana y el Janículo, ocupado en la época clásica por el Circo de Nerón, la Vía Cornelia y un cementerio actualmente denominado necrópolis vaticana, donde se colocó, según la tradición, la tumba de san Pedro tras su martirio en el circo. Por ese motivo, en el siglo iv se erigió en esta zona la gran basílica constantiniana de san Pedro. Con esta construcción se creó, en parte sobre la necrópolis, una amplia explanada llamada Platea Sancti Petri, en la que se encontraban la iglesia y el cuadripórtico.
En su exterior, en la Edad Media, cuando asumió también el nombre de Cortina Sancti Petri, nació el barrio de Borgo, que ocupaba la zona comprendida entre el Tíber y la explanada. El papa Pío II hizo construir una escalinata de mármol delante de la fachada de la basílica e iniciar una logia para las bendiciones, diseñada por Francesco del Borgo.
El papa Nicolás V había proyectado transformar el espacio informe de tierra batida de la platea en una plaza porticada, en el marco de la remodelación general de la zona del Vaticano en la que trabajaba Bernardo Rossellino, regularizando al mismo tiempo las tres calles medievales del Borgo que allí confluían, pero el proyecto no tuvo un seguimiento inmediato. A principios del siglo xvi, la plaza era aproximadamente rectangular, sin pavimentar, y con un desnivel de unos diez metros entre el pie de la escalinata que conducía a la basílica y el barrio del Borgo.

### LaVia RectaoVia Alessandrina
El papa Alejandro VI, para el jubileo del 1500, hizo abrir la primera calle nueva rectilínea de Roma, entre el puente Sant'Angelo y la puerta del Palacio Apostólico, quizá regularizando la calle medieval porticada conocida como Portica Sancti Petri, que atravesaba la platea con una franja pavimentada, inclinada unos seis grados respecto al eje de la antigua basílica. Para realizar esta calle hizo demoler, con la ayuda de los peregrinos, la llamada Meta Romuli, una sepultura monumental romana con forma de pirámide.
Este eje viario, que inicialmente recibió el nombre del papa, Via Alessandrina, y más tarde el de Borgo Nuovo, creaba delante del gran portal de entrada a los palacios vaticanos una perspectiva de unos ochocientos metros (el Borgo más el cruce pavimentado de la platea): se trataba de la confirmación de que Alejandro VI no asignaba un papel prioritario a la basílica de San Pedro en la creación de la ciudadela pontificia, sino que en su lugar proponía como referencia para esta intervención el palacio, la curia y residencia del papa.
La Via Recta, Via Alessandrina o Borgo Nuovo es por tanto la primera calle rectilínea centrada en la puerta de un palacio, como un largo pasillo que desde su vestíbulo entra en la ciudad. El prototipo alejandrino nació en el ámbito de un programa que no era arquitectónico, ya que en esos años no se contemplaba reconstruir ni la basílica ni los palacios vaticanos siguiendo un diseño unitario. Aunque todo sería demolido y reconstruido alrededor de esa puerta, este eje nunca sería eliminado: la puerta se convertiría en la puerta de bronce del Palacio Apostólico; el atrio que había detrás se convertiría en el largo pasillo de Bernini, alineado con la Scala Regia, al fondo, que conduce a la sala homónima, desde la cual se accede por un lado a la Capilla Sixtina y por el otro a la habitación del pontífice. Rápidamente el Borgo, previamente en estado de abandono, se reorganiza alrededor a ese eje en una mezcla de arquitectura popular y palacios de cardenales proyectados por los arquitectos más importantes de principios del siglo xvi.

### La basílica de San Pedro

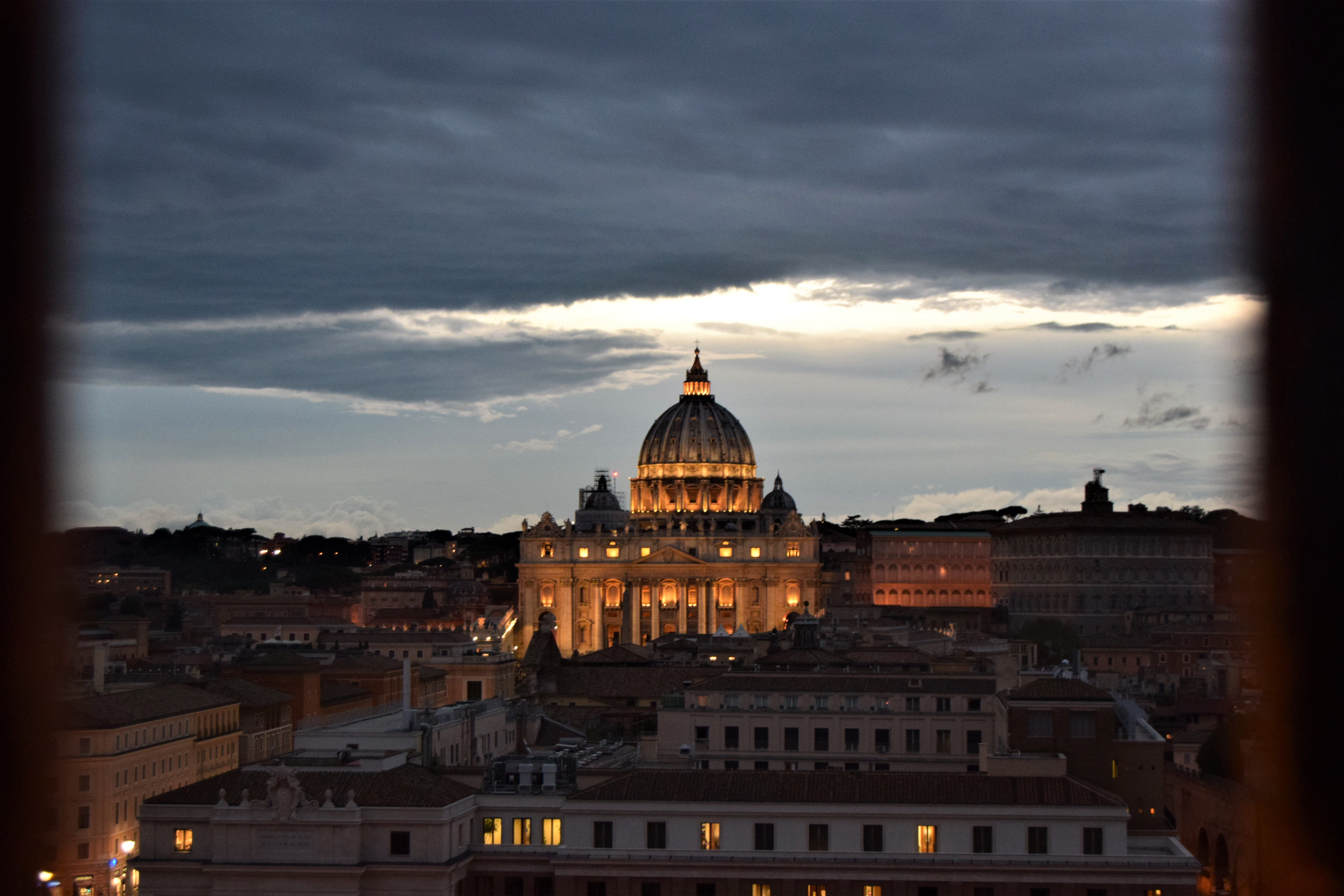
Imagen de la basílica.

Durante el pontificado de Julio II se decidió reedificar completamente la gran basílica, iniciando las obras por la zona del ábside, de manera que durante más de un siglo la plaza no se vería afectada por esta intervención. No obstante, la larga historia de los diferentes proyectos y la alternancia entre la planta central a cruz griega cubierta con la gran cúpula (propuesta por Bramante y Miguel Ángel) y la planta a cruz latina que se afirmaría definitivamente en el clima de la Contrarreforma, determinará la relación de la basílica con la ciudad y el futuro aspecto de la plaza.
La construcción del gran edificio avanzó lentamente, con una larga lista de diseñadores: Bramante, Rafael (junto con Giuliano da Sangallo y Fra' Giocondo), Antonio da Sangallo el Joven con Baldassarre Peruzzi, Miguel Ángel, Jacopo Vignola, Giacomo della Porta con Domenico Fontana y Carlo Maderno.

### Intervenciones en laplateadesde elsigloXVI

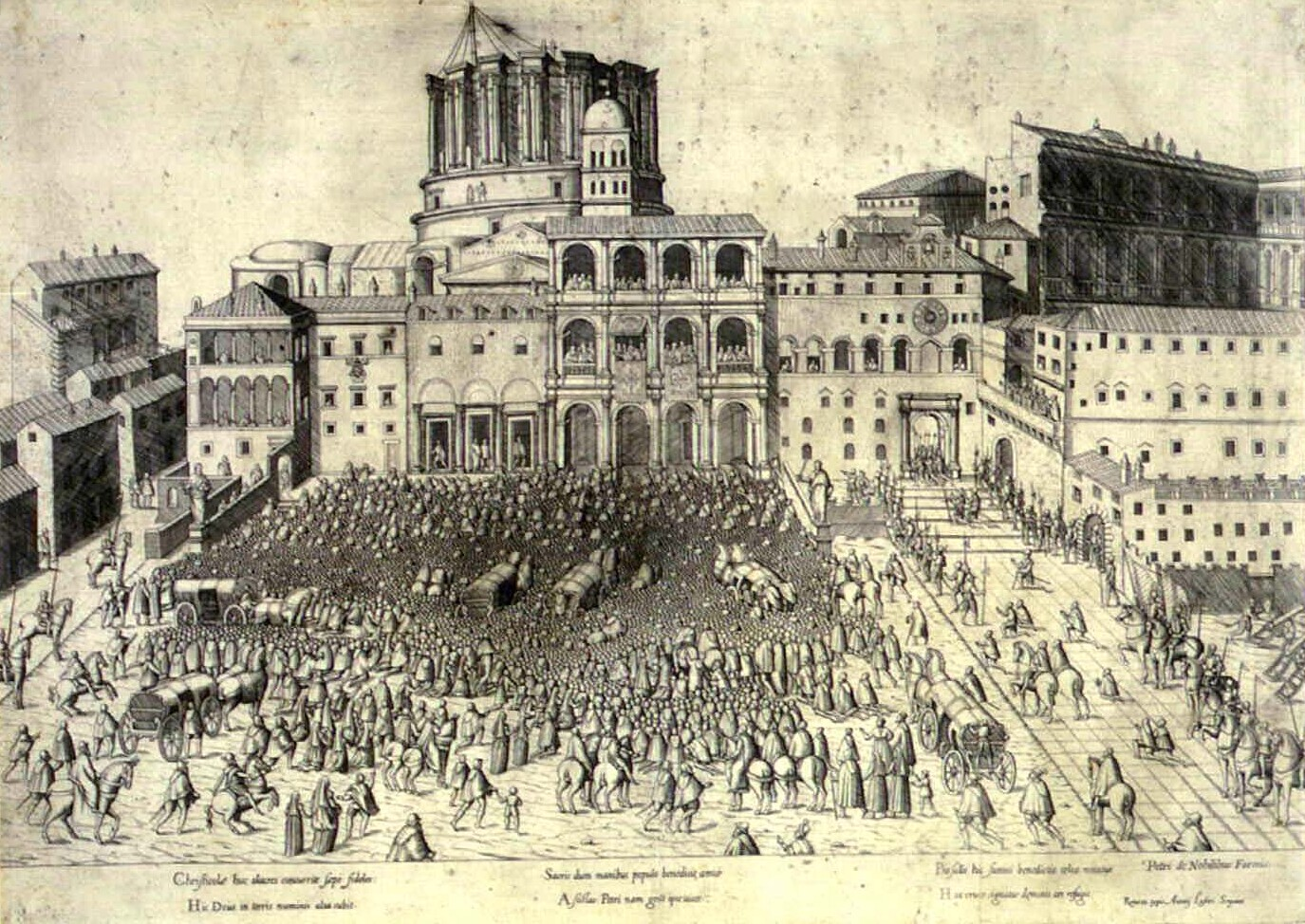
La plaza a finales del siglo xvi.

Durante todo el siglo xvi la plaza no se vio afectada por las obras de reconstrucción de la basílica, que continuaba dirigiendo hacia la plaza su antigua fachada, el cuadripórtico y varias construcciones adosadas. A mediados del siglo xvi, Pío IV ensanchó la plaza por sus dos lados.
En 1586 Sixto V hizo transportar delante de la basílica, aproximadamente a medio camino entre los pies de la antigua escalinata y la manzana que había delante de la plaza, el antiguo obelisco egipcio que, después de haber sido usado como meta del Circo de Nerón, se elevaba en el lado sur de la basílica, no muy lejos del edificio.
Sin embargo, cuando veinte años después se erigió la nueva fachada de San Pedro al fondo de la plaza, el obelisco fue trasladado 1.56 metros hacia el norte respecto a su eje, porque el arquitecto Domenico Fontana, al colocarlo, se basó probablemente en la basílica constantiniana que entonces estaba todavía parcialmente en pie. Además, si se hubiera colocado sobre el eje del edificio nuevo, habría estado casi junto a las manzanas al sur de la plaza, cuya demolición se acometería mucho más tarde.

### La cuestión de la plaza

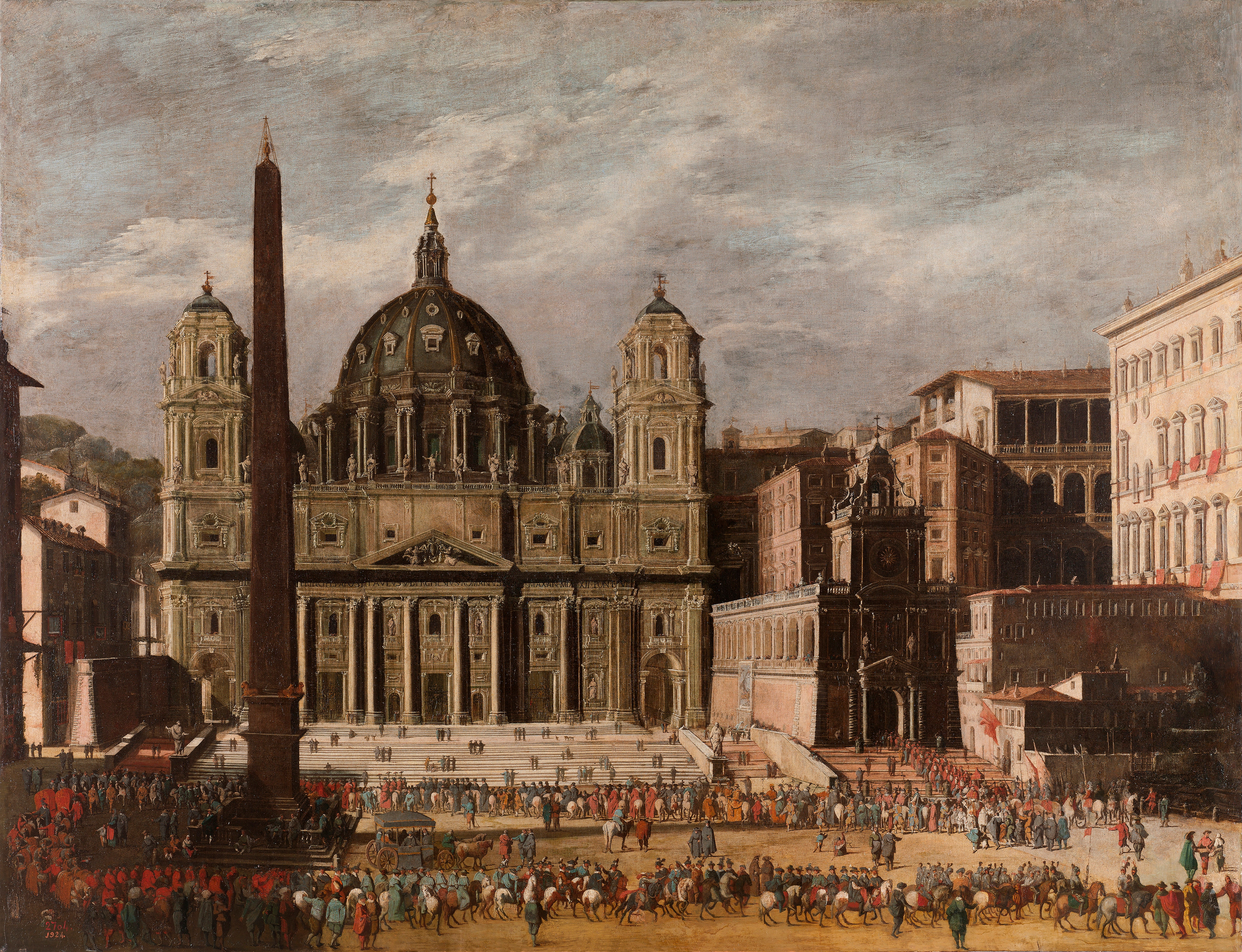
La fachada con los campanarios de Maderno no realizados.

No fue hasta el siglo xvii cuando se planteó la cuestión de la plaza. En las primeras décadas del siglo, el papa Paulo V hizo que Maderno construyera el cuerpo longitudinal de la iglesia, descartando así definitivamente el proyecto de planta central de Miguel Ángel. En este contexto se pasó de las antiguas cuestiones relativas a la planimetría de la basílica a las cuestiones relativas a su fachada y a la definición de su espacio delantero.
El problema consistía en transformar un espacio poco definido como era la Platea Sancti Petri en un espacio monumental y representativo, directamente funcional para la basílica. Mientras, para construir la nave, se destruyó el antiguo cuadripórtico del Paraíso y se repropuso el problema de cumplir sus funciones como antecámara de la basílica.
Además, ahora los papas miraban hacia San Pedro desde el Palacio del Quirinal en una perspectiva formal e ideológica muy diferente de la que tenían desde el Vaticano. San Pedro dejó de ser la grandiosa capilla del palacio papal y volvió a ser una de las basílicas de Roma: fue entonces cuando se concreta el laborioso proyecto, iniciado por Julio II y Bramante, de hacer de ella el centro simbólico de la cristiandad.
En los años posteriores, la plaza fue siempre concebida como cerrada en parte por evidente contraposición a la precedente Platea Sancti Petri, completamente abierta en todas las direcciones. En realidad, la intervención del siglo xvii comprende tres partes sucesivas: la nave longitudinal, junto con su fachada; la plaza de San Pedro interior, «cerrada» y proyectada de manera unitaria; y la Piazza Rusticucci exterior, «abierta», un espacio vacío obtenido sin ningún diseño ni «proyecto».

### La fachada

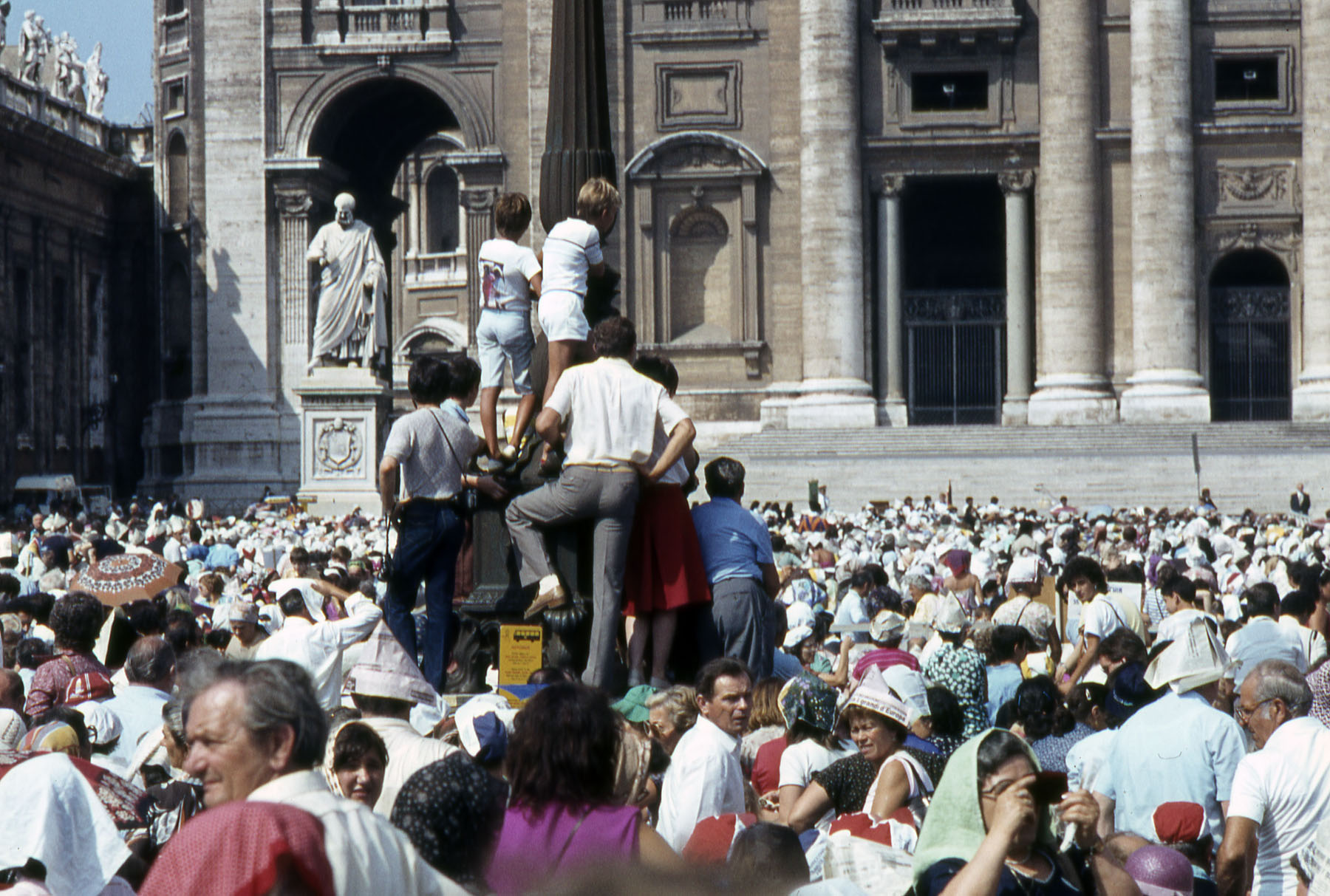
Una celebración litúrgica papal en 1983.

Inmediatamente después de la nave, Maderno realizó también la fachada. El proyecto fue elegido en 1607 en un concurso en el que participaron Domenico y Giovanni Fontana, Girolamo Rainaldi, Giovanni Antonio Dosio y Ludovico Cigoli. Maderno repropuso la fachada diseñada por Miguel Ángel, incluido el orden gigante, reinterpretándolo sin embargo en un único plano, sin adelantar el pronaos central. Se obtuvo así una fachada más ancha que alta. Después de que fuera finalizada se decidió construir dos campanarios que flanquearan la fachada, quizás para «corregir» sus inusuales proporciones, pero su construcción se interrumpió en 1622 y las dos torres, que se habían quedado incompletas en el primer orden, terminarían por aumentar la dimensión horizontal de la fachada, tanto que Bernini la definió como «agazapada».
En esa misma época Martino Ferrabosco adecuó la entrada a los palacios vaticanos construyendo un nuevo avant-corps monumental, marcado por una torre con reloj, situado también en el eje de la Via Alessandrina. En la primera mitad del siglo xvii Bernini también intentó delimitar la cúpula con dos campanarios para dar un mayor protagonismo al edificio, pero las críticas y el hundimiento de los cimientos le impidieron continuar con las obras. Posteriormente propondría una solución diferente, vinculada a la remodelación completa de la plaza.

### El primer proyecto de Bernini
Cuando Bernini afrontó la remodelación general de la articulación entre la nueva plaza de San Pedro y la ciudad, se encontró con que tenía que conciliar diferentes elementos arquitectónicos (como la fachada de la basílica), urbanísticos (como el eje alejandrino, excéntrico respecto a la fachada), funcionales (como la necesidad de amplios pórticos para los peregrinos) y litúrgicos (relativos a las rituales bendiciones papales). La solución de un problema tal no podía dejar de tener un gran impacto urbanístico.
La primera solución elaborada en 1656 por Bernini fue el proyecto de una plaza cerrada con forma de trapecio, rodeada por edificios porticados, cuya presencia respondía en parte a los requisitos económicos y funcionales exigidos por la Congregación de la Fábrica de San Pedro, que pretendía vender o alquilar tiendas y viviendas de prestigio que dieran hacia la gran plaza. Sin embargo, esta solución fue descartada rápidamente, probablemente porque no era suficientemente monumental y representativa del papel litúrgico de la basílica, destinada a convertirse cada vez más en el centro de la cristiandad.

### El proyecto definitivo

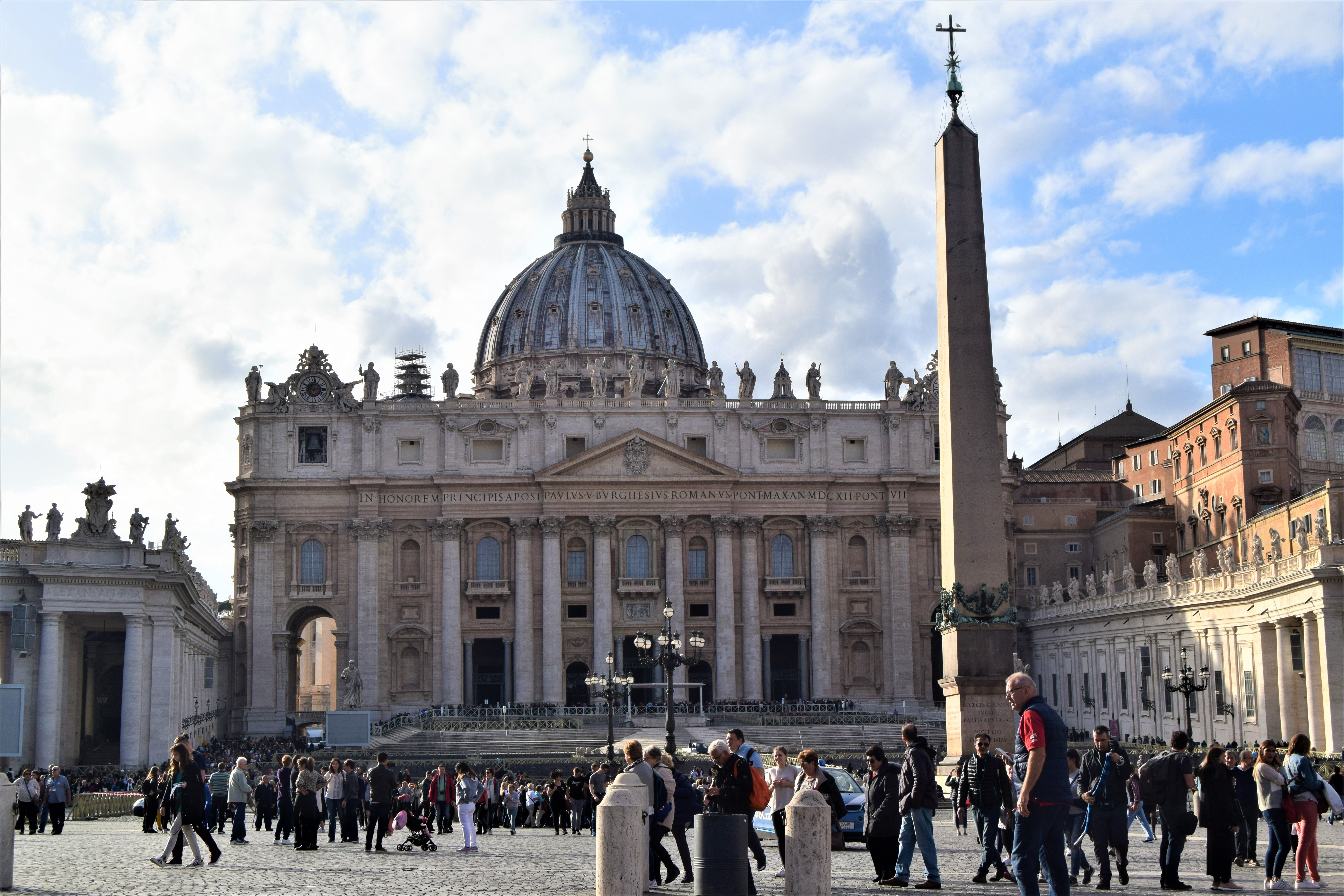
La plaza de San Pedro, con vista frontal de la basílica homónima; nótense las construcciones a sus lados, que hacen asimétrica la vista de la plaza.

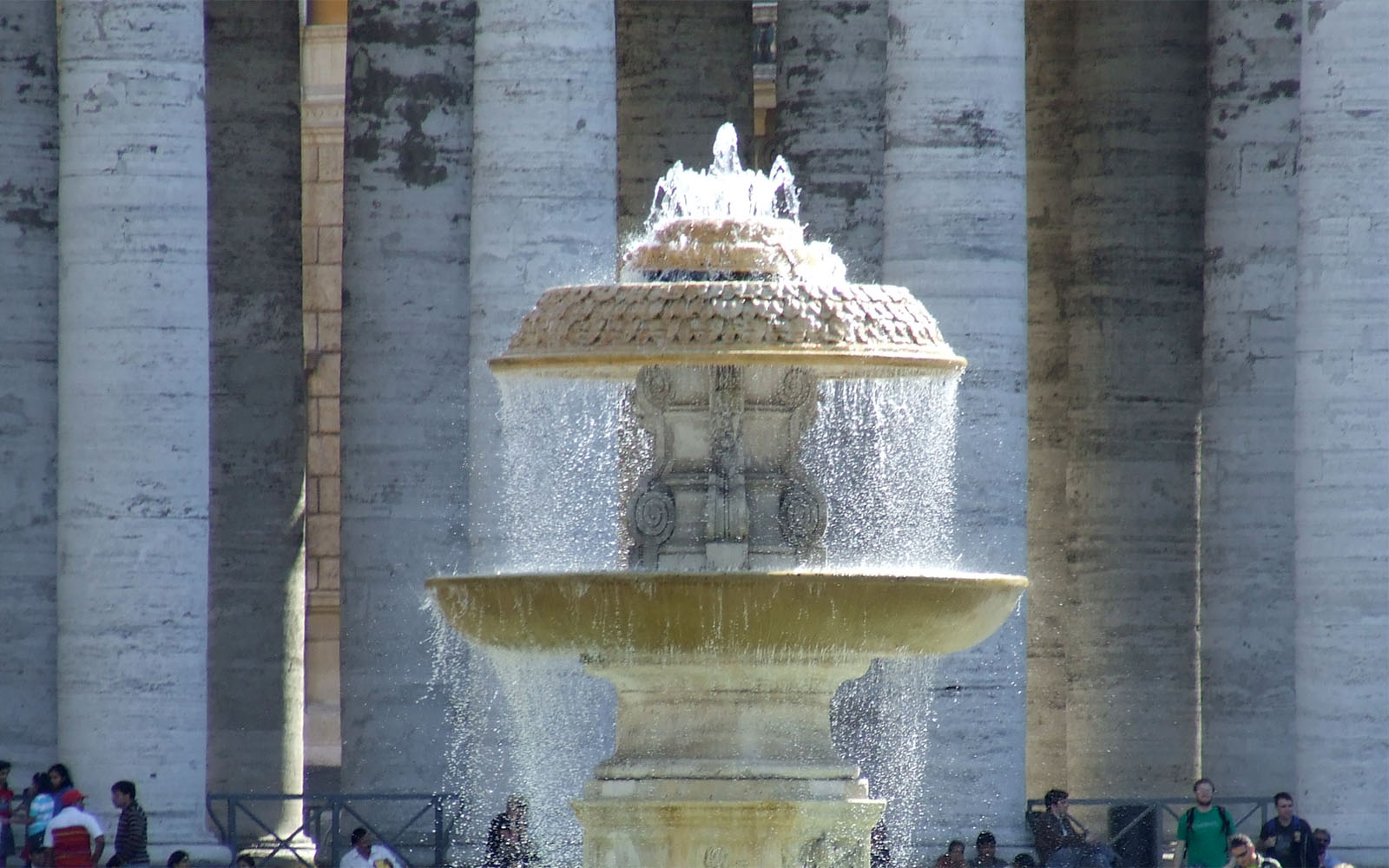
La fuente vista desde el sur.

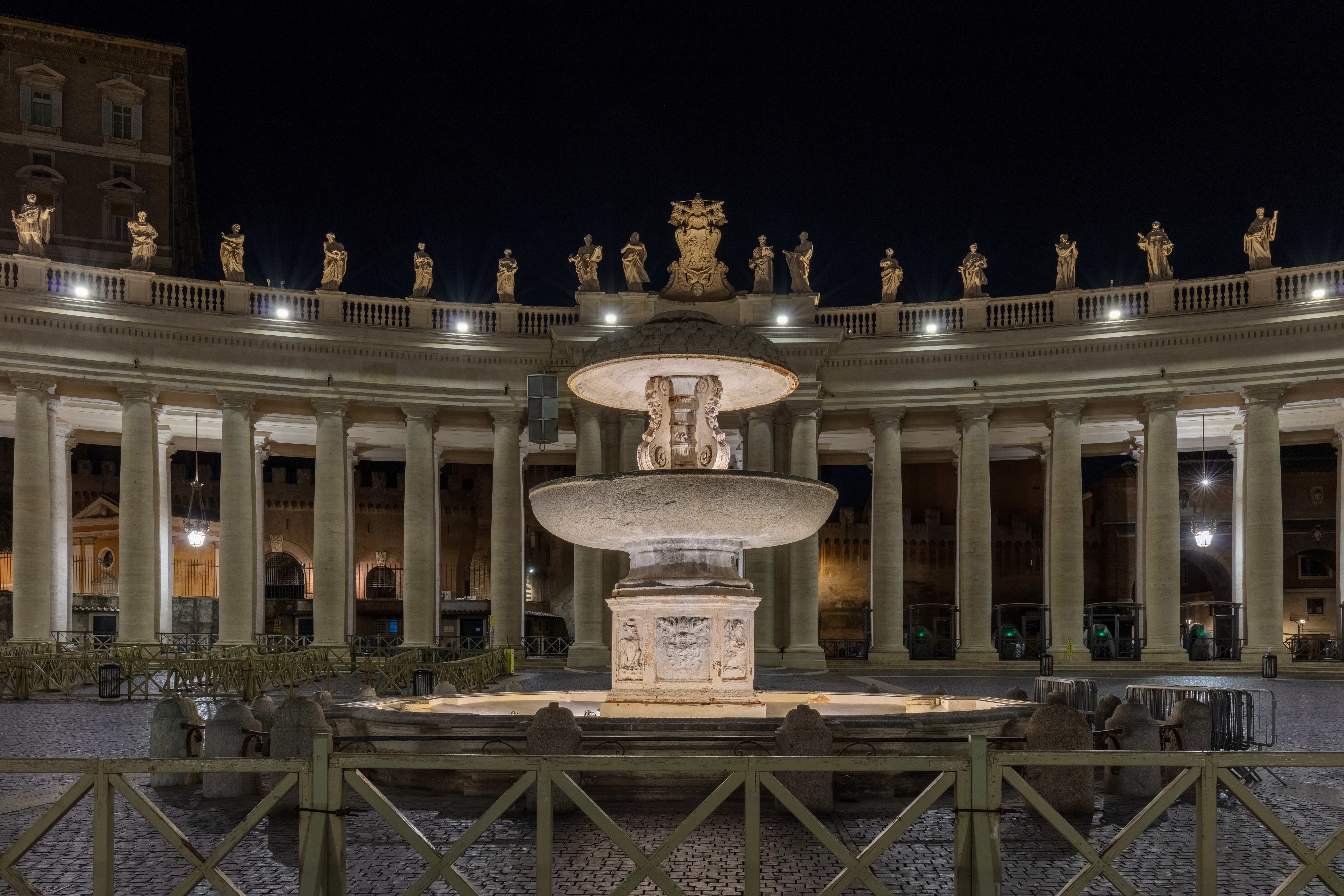
Vista nocturna.

En 1657 el primer proyecto fue sustituido por otro con pórticos sin arcos que formaban una amplia plaza oval y poco después por otro con columnatas con arquitrabes. El pórtico respondía en parte a la exigencia litúrgica de la procesión del Corpus Christi, dirigida por el papa a través de las calles vecinas del Borgo y protegida por grandes baldaquinos. Además, la altura del pórtico, sin ninguna construcción sobre él, no impediría al pueblo la vista del palacio en el que reside el papa ni a él verlos y bendecirlos.
Fue decisiva la intervención del papa Alejandro VII Chigi, que permitió superar las objeciones relativas a los posibles rendimientos financieros procedentes de la posibilidad de construir edificios alrededor de la plaza. Al repensar el proyecto Bernini tuvo que hacer juegos de malabares entre el propio papa y los prelados de la Fábrica, superando intrigas y oposiciones.

#### La «plaza recta»
Delante de la fachada Bernini contempló un espacio con forma de trapecio, la «plaza recta», cuya forma se obtuvo dando la vuelta de manera simétrica a la dirección de la Via Alessandrina respecto al eje de la basílica. La divergencia entre las alas hace que la pared de fondo parezca más cercana, y al mismo tiempo intenta mediar entre la necesidad de hacer predominar en la plaza el eje de la basílica (subrayado por el obelisco) y en la ciudad el eje de la Via Alessandrina, centrada en torno a la puerta de bronce.
Por su forma de trapecio también se puede plantear la hipótesis de una referencia extrabíblica al Ariel («león de Dios»), porque el león era esquematizado con un trapecio debido a la mayor dimensión de su espalda, como en un patio con forma de trapecio del Templo de Salomón.
Las dos alas rectilíneas deben ser desvinculadas de la escalinata central, siendo el pavimento de la nueva basílica 3.2 metros más alto que el antiguo, debido a la decisión de realizar las «grutas vaticanas». La cornisa de los tramos porticados finaliza exactamente a la cota del orden bajo de la basílica, insertado por Maderno en el orden gigante de Miguel Ángel. Así se genera la impresión de que un único orden arquitectónico rodea la plaza.

#### El eje arquitectónico y el urbanístico
El que en la ciudad es el eje principal (la Via Alessandrina), en la plaza se convierte en el eje secundario, tanto que se procedió a la demolición de la Torre de Ferrabosco, que marcaba la entrada a los palacios vaticanos en correspondencia con ese eje urbanístico. Inevitablemente, Bernini, por primera vez en la historia de la plaza, impone el eje de la basílica, pero conserva en su interior el eje ya pluricentenario del Borgo Nuovo, aunque completamente escondido: no lo pone de manifiesto de ninguna manera ni el diseño del pavimento ni ninguna obra escultórica, pero nada lo interrumpe, y la fuente de la exedra septentrional de la plaza es tangente a este recorrido, precisamente para no interrumpirlo. Sin embargo, teniendo que aceptar el obelisco como centro de la nueva plaza, Bernini tuvo que girar el eje mayor del óvalo para hacerlo paralelo a la fachada, imprimiendo así una sensible deformación a la parte con forma de trapecio.

#### La plaza oval

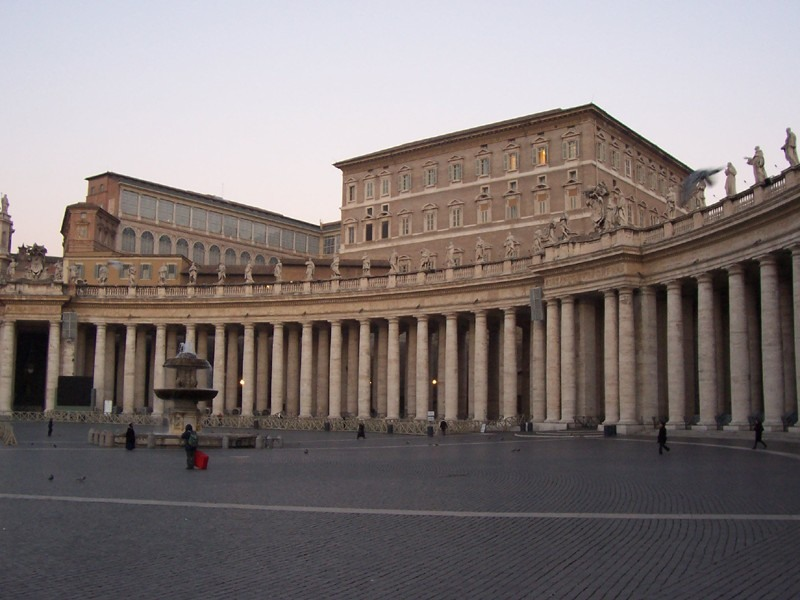
La columnata oval de la plaza, delante del Palacio Apostólico.

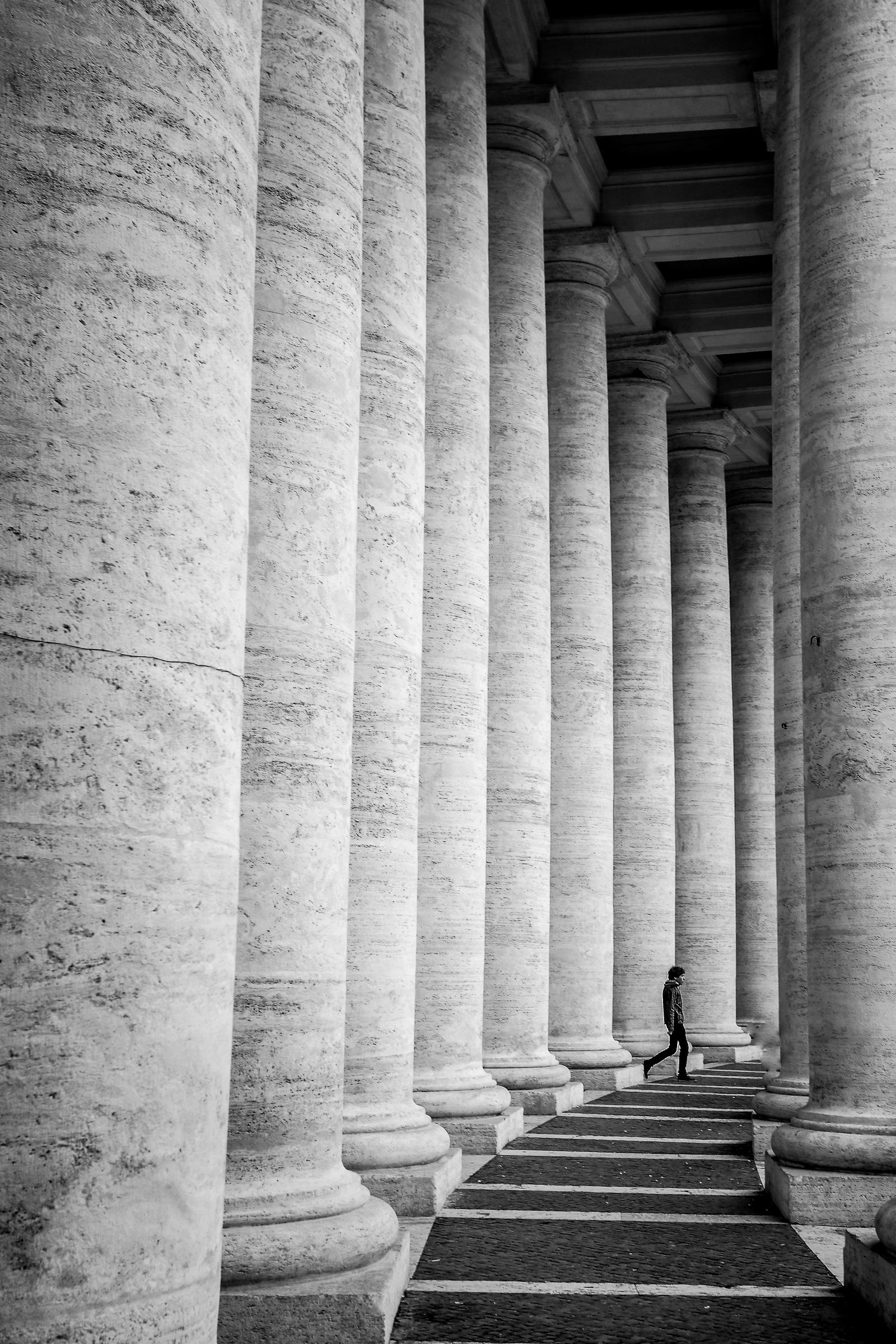
El interior de la columnata.

Inicialmente Bernini contempló un limitado desarrollo de la plaza para que no ocupara ninguna otra zona además de la «manzana grande» y para respetar las fachadas de las casas que daban a ella, con la intención de demostrar así la clara insuficiencia de la propuesta, pero con las demoliciones, inevitable consecuencia del proyecto definitivo, el barrio del Borgo cambiará radicalmente. Hasta entonces sus casas se extendían más allá del ábside de San Pedro en el lado meridional, entre este y las murallas, pero las demoliciones necesarias para la plaza lo dividieron casi por la mitad. La transformación del Borgo correspondió posteriormente también a un cambio de la población: el barrio pasó de pobre a aristocrático, y probablemente también se convirtió en más romano.
Bernini eligió el óvalo porque no era una elipse, de diseño y construcción más difícil e inusual en la arquitectura religiosa, y porque el óvalo es la unión de dos semicircunferencias que se intersecan en sus respectivos centros unidos por dos arcos de circunferencia, figura geométrica apreciada por la Iglesia debido a sus implicaciones cosmológicas. La idea del óvalo de Bernini y Alejandro VII, en fuerte contraposición a la basílica longitudinal, servía para sostener el empuje de la secuencia formada por la iglesia y su parvis. Bernini sostenía que «la iglesia de San Pedro, casi matriz de todas las otras, debía tener un pórtico que recibiera maternalmente con los brazos abiertos a los católicos para confirmarlos en la fe, a los herejes para reunirlos a la Iglesia y a los infieles para iluminarlos hacia la verdadera fe», dando así una acertada imagen de su intervención, todavía reconocida y aceptada con frecuencia en la actualidad.
Sin embargo, la plaza debía ser construida en una ladera, sobre la cual la posición del obelisco constituía una cota que no se podía modificar. En la primitiva solución con arcadas se pensó que el desnivel sería absorbido por el sótano, dejando el orden arquitectónico horizontal. En la solución definitiva la columnata discurre a lo largo de un plano inclinado de manera imperceptible, levantado por tres escalones uniformes: su textura, formada por intercolumnios iguales, está deformada con forma de paralelogramo desde el pavimento hasta el techo.
Las dos alas semicirculares de la columnata están unidas con el pórtico de la basílica mediante dos brazos o pasillos cerrados, con ventanas y pilastras. El brazo meridional es utilizado actualmente como sede de exposiciones y es llamado comúnmente «brazo de Carlo Magno» porque está unido a la parte final del pórtico de la basílica, donde se encuentra la estatua ecuestre de dicho emperador cristiano. El brazo septentrional es llamado «brazo de Constantino» y es célebre por albergar la Scala Regia.
La elección del «triple pórtico» estaba vinculada al uso procesional, pero también era un tema evocable desde el Antiguo Testamento, donde el patio del Templo de Dios fue descrito por Ezequiel como «porticus incta portici triplici» (Ez. 42, 3). Por último, también podría evocar el misterio de la Santísima Trinidad. Además, la concavidad de la plaza produce el «efecto teatro»: cuando está llena de gente, permite a la multitud verse a sí misma, como en una cávea.
La fachada este del Palacio Nuevo (la residencia papal) se encuentra en uno de los radios del hemiciclo septentrional, y la parte frontal libre (la que da hacia el este) del hemiciclo norte es paralela a la fachada meridional del Palacio Nuevo. El pasillo central está interrumpido por resaltos con columnas que sobresalen, que rompen la linealidad del hemiciclo; detrás de él hay pilastras, pero en el centro del hemiciclo el interior del pasillo resulta acortado, a diferencia de las columnas perfectamente alineadas. Con la posición de las fuentes, que se interponen entre el observador y los avant-corps, Bernini oculta la incongruencia (la fuente norte había sido renovada por Maderno, la «gemela» al sur fue realizada por él mismo, junto con Matthia De' Rossi).
La larga lista de las 162 estatuas de santos —cada una de las cuales en correspondencia con una columna, como en muchas columnas triunfales— representa la «ecclesia triumphans» en relación con la «ecclesia militans», es decir, la multitud de fieles en plegaria en la plaza. Las dimensiones de las esculturas —realizadas por colaboradores de Bernini bajo su supervisión, con modelos reales probados en la plaza— son exactamente la mitad de las de la fachada de la basílica, que representan a los doce apóstoles y un Jesús realizado por Bernini (cuya cruz está alineada con la cúpula de la basílica y el obelisco).

#### Piazza Rusticucci

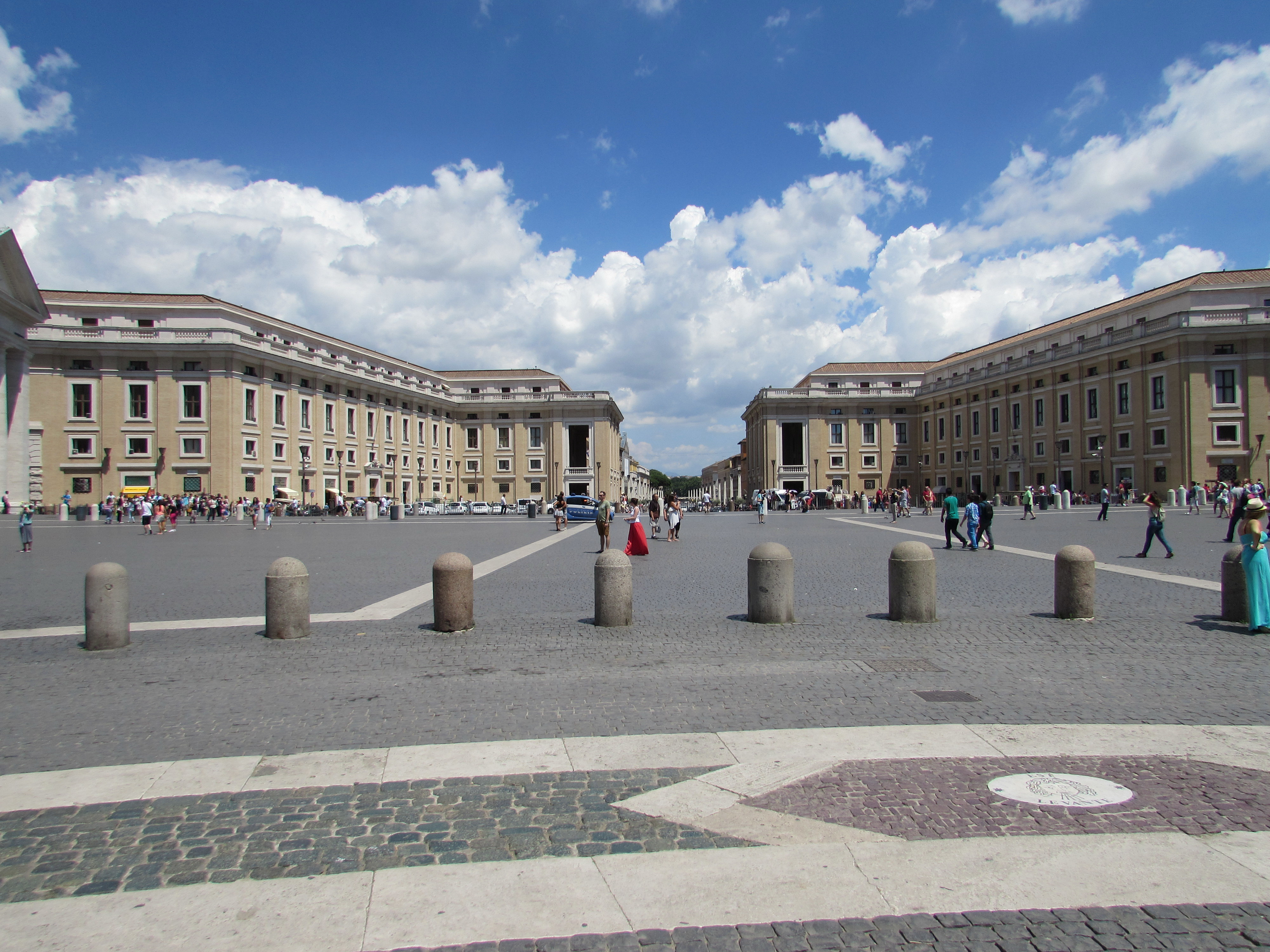
La Piazza Pio XII, al este de la Plaza de San Pedro.

La ingente y compleja modificación de la forma urbana, debida a la demolición de la última manzana entre la Via Alessandrina y el Borgo Vecchio —interrumpiendo su continuidad—, se pone en uso a escala arquitectónica. La parte occidental es la recapitulación del eje urbanístico y el lugar de su encuentro con el eje arquitectónico, que se detiene, no pudiendo prolongarse en la dimensión urbana.
La contribución de la Piazza Rusticucci al éxito del conjunto era determinante: no solo creaba la distancia necesaria para apreciar la cúpula por encima de la fachada, sino que también permitía contemplar la plaza y el pórtico y aprovechar este espacio delantero estrechamente unido al resto. La plaza estaba muy descentrada respecto a San Pedro, pero hacia la puerta de bronce. Tras las demoliciones de Piacentini fue sustituida por la simétrica Piazza Pio XII, donde termina la Via della Conciliazione.

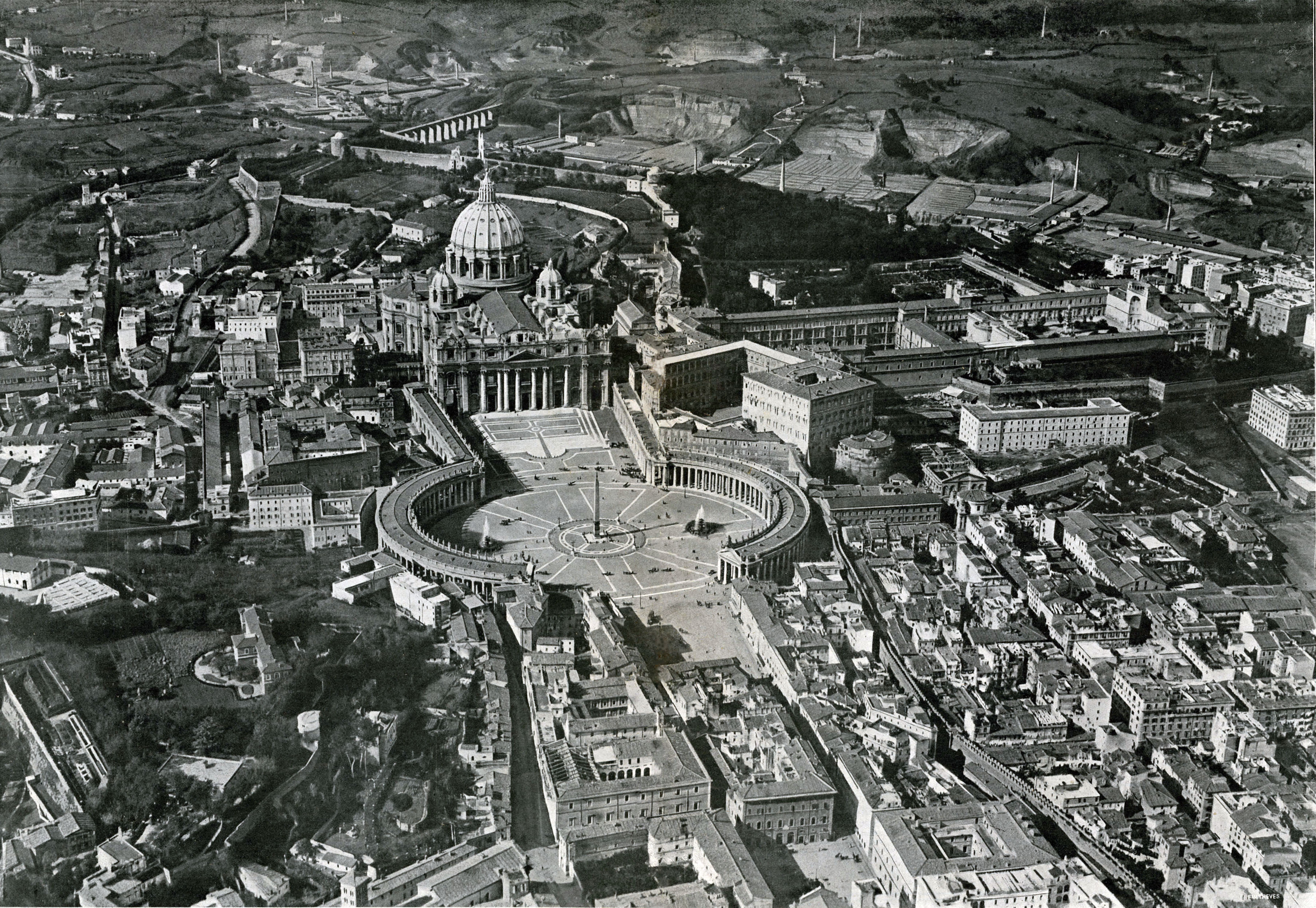
La zona de la Ciudad del Vaticano en una foto aérea de 1922.

#### Las columnas
La compleja forma de la plaza hacía difícil la alineación de las columnas y la conformación del orden. También las basas tienen que estar deformadas a lo largo del arco de circunferencia, al igual que los capiteles si se hubiera utilizado el orden jónico o el corintio. El dórico era por tanto el orden más adecuado a la geometría de la plaza, utilizado simplificando el entablamento, sin metopas ni triglifos, tal y como fue propuesto en la obra teórica de Vignola. El orden dórico era además considerado un orden heroico apropiado a la figura de san Pedro, como muestra el martyrium del templete de San Pietro in Montorio de Bramante.
En realidad el gran orden continuo de la plaza es dórico en los soportes verticales —columnas, pilastras y lesenas— y esencialmente jónico (sin triglifos) en el entablamento, que era usado a menudo para marcar volúmenes curvilíneos, como —por ejemplo— el entablamento de la primera planta del Coliseo. Relativamente bajo y muy austero, el dórico proporcionaba un contraste simple y atractivo («contrapuesto» en palabras de Bernini), que engrandecería la altura de la fachada y aumentaría la magnificencia del orden corintio de la fachada.
La forma curva implica sin embargo la necesidad de aumentar gradualmente el diámetro de las columnas desde la primera hasta la cuarta fila para compensar el aumento del intercolumnio. Esto supone que las proporciones de las esbeltas columnas y de los intercolumnios en el lado interior de la plaza son cercanas a las del corintio, mientras que en el exterior —más voluminosas— son compatibles con las del dórico; la modificación de las proporciones habría resultado evidente sobre todo en los triglifos, que fueron eliminados precisamente por este motivo.

#### El «tercer brazo»

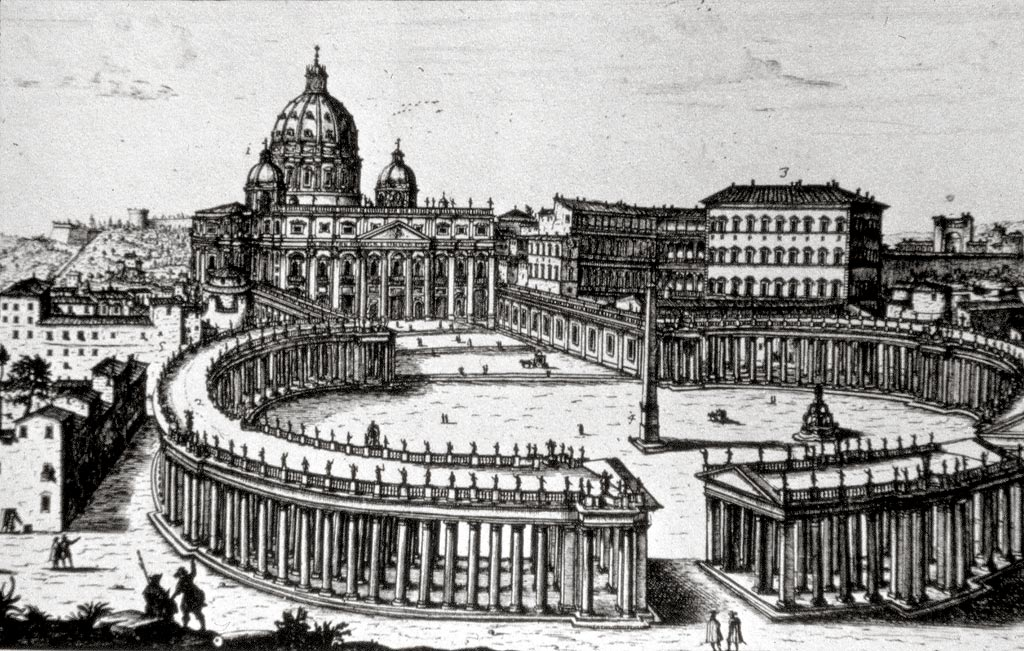
La plaza con el tercer brazo.

Un tema controvertido era la unión entre el nuevo escenario cortés y el paisaje urbano preexistente. Bernini propuso un «tercer brazo» central de la columnata, separado de los laterales lo suficiente para no invadir la línea visual entre el Borgo Nuovo y la puerta de bronce. Inicialmente propuso seguir la forma oval de la plaza (haciendo más clara su percepción), pero posteriormente llegó a una versión rectilínea, que más tarde querría retrasar hacia el Borgo. Sin embargo, la Congregación, pese a decidir la demolición de la última manzana del Borgo Nuovo, pospuso cualquier obra por motivos económicos. Poco después, tras la muerte de Alejandro VII, se esfumó definitivamente la posibilidad de esta adición: la mediación entre la escala del monumento de Bramante y la escala diminuta de la ciudad no estaría marcada por ningún cuerpo arquitectónico.
El escenario de la plaza se presenta de manera oblicua también en la mayor parte de los grabados y fotografías antiguas. Es esta consciencia de unión con la ciudad la que impidió durante siglos la realización de los numerosos proyectos para la demolición de la «spina» del Borgo (la zona comprendida entre el Borgo Santo Spirito y el Borgo Sant'Angelo, donde actualmente se encuentra la Via della Conciliazione): todavía en 1882 el Ayuntamiento de Roma decidió suspender la ejecución del plano regulador de 1881 en esta zona «por razones de estética, existiendo dudas sobre si esa demolición podría dañar el efecto de la Plaza de San Pedro».

#### El obelisco

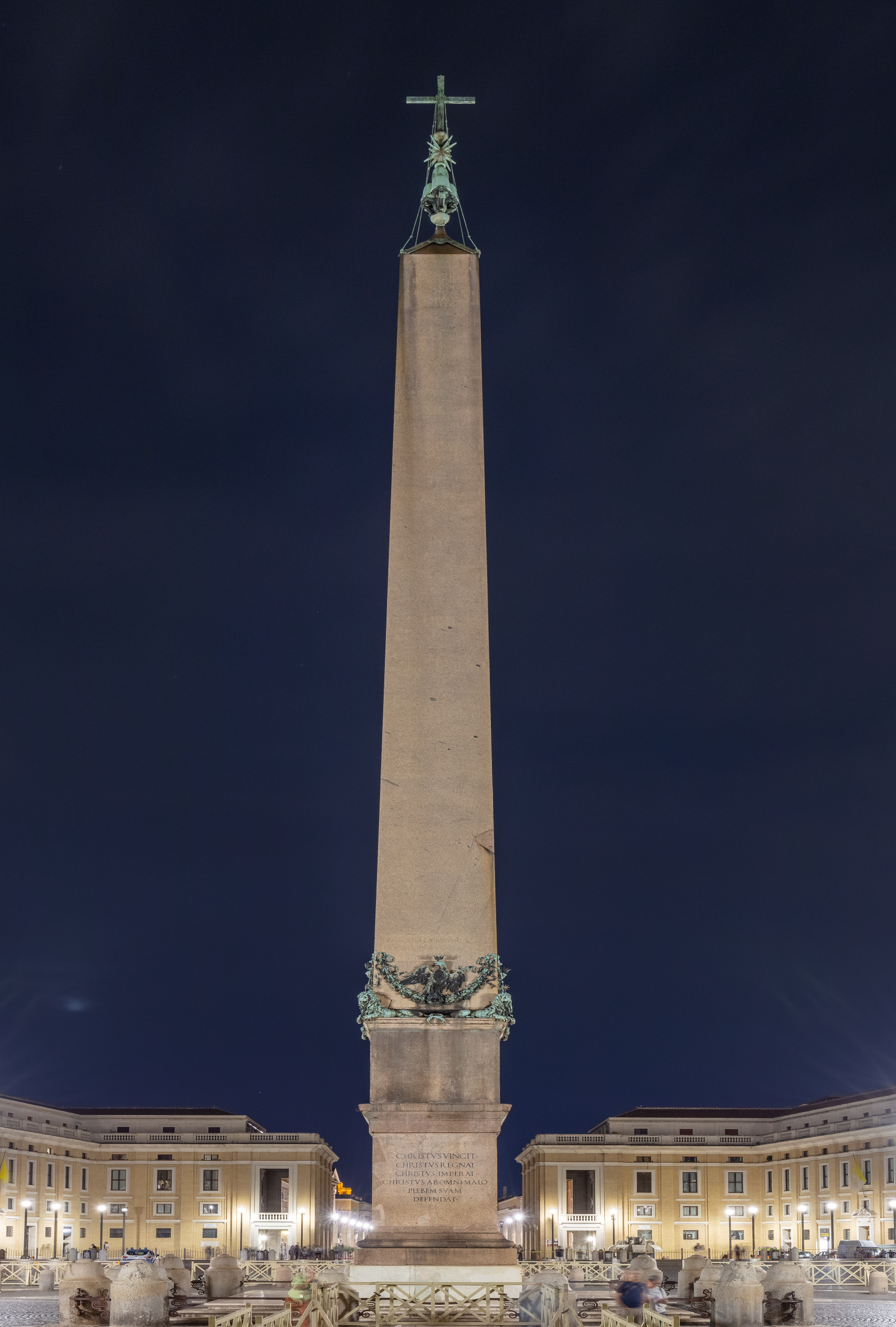
Obelisco de San Pedro visto de noche.

El 10 de septiembre de 1586, el papa Sixto V levanta en el centro de la plaza de San Pedro, donde se encontraba el antiguo Circo de Nerón, un obelisco egipcio. El obelisco es una pieza de granito rojo de Asuán proveniente de Egipto y tiene 25,5 metros de altura. Fue traído de Egipto en el año 37 por el emperador Calígula y utilizado en el Circo de Nerón en la antigua Roma.
En 1817, el obelisco fue convertido en un reloj de sol. Se pusieron varios discos de mármol en el suelo alrededor de la plaza formando una rosa de los vientos y una meridiana. La meridiana muestra por un lado las horas del día según la posición del sol y, por el otro, los puntos que indican los solsticios de invierno y verano.

#### Fuentes

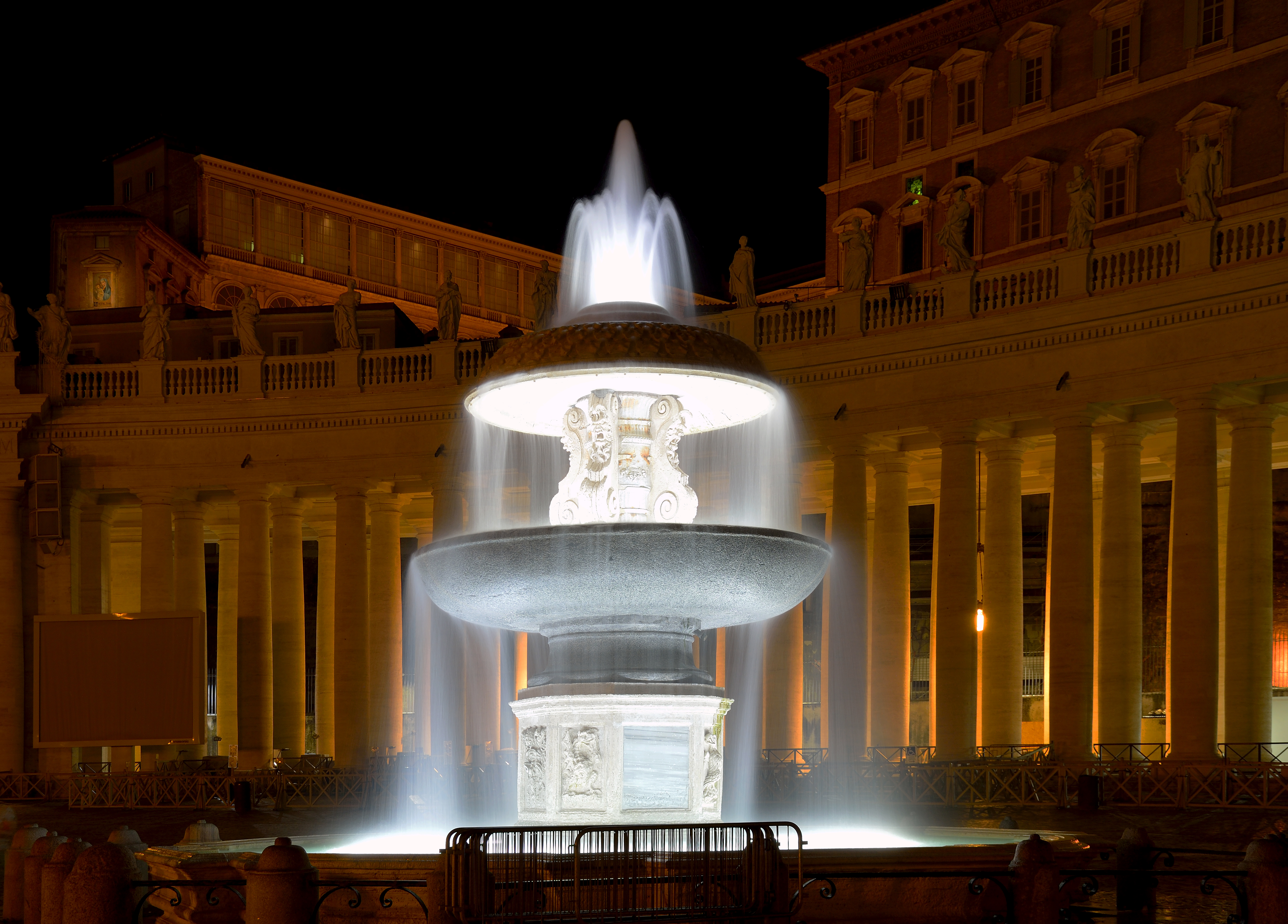
Foto de La fuente de la Plaza de San Pedro de noche.

#### Resolución de los problemas
«La habilidad del arquitecto se conoce principalmente en convertir los defectos del lugar en belleza». Bernini diseñó su proyecto sobre todos los vínculos que los siglos precedentes —y los papas y arquitectos— le habían transmitido e impuesto. Solo en San Pedro pudo trabajar lo suficiente en un único contexto, en fases sucesivas y corrigiéndose a sí mismo. Consiguió así reordenar toda una zona de la ciudad. Hay anomalías, simetrías solo aparentes, soluciones insólitas, ajustes disimulados, conexiones bruscas aceptadas francamente, adaptaciones a los vínculos impuestos por los elementos preexistentes y artificios para enmascarar su irregularidad. Bernini no considera las proporciones un valor absoluto sino una variable dependiente de un contexto más amplio.

#### Intervenciones en la fachada de Maderno

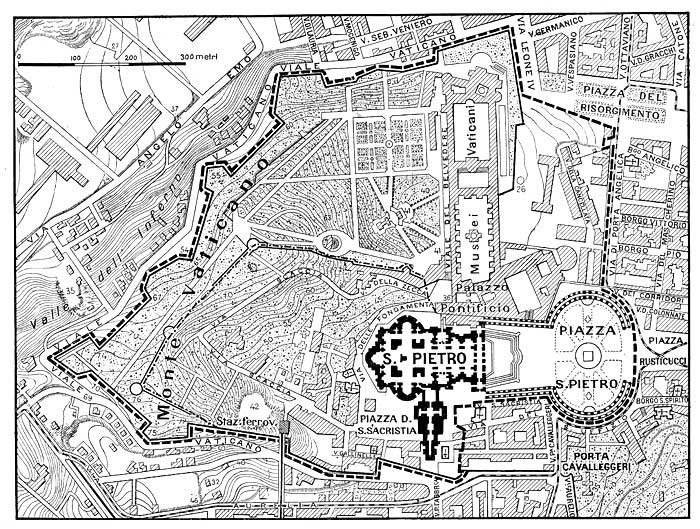
Mapa de la Ciudad del Vaticano en 1929.

La fachada, demasiado desarrollada en horizontal, baja y ancha, no podía ser elevada sin dañar la visual de la cúpula. Definida por Bernini como una fachada «agazapada», sin ninguna articulación apreciable en profundidad, fue modificada en un sentido tanto estético como funcional. La escalinata que hay delante de la iglesia, tan ancha como la fachada, fue limitada solo a la parte central; delante de los dos apéndices laterales, construidos como base de los dos campanarios incompletos, Bernini demolió la escalinata, excavó el terreno y bajó el suelo de la plaza hasta donde lo permitían los cimientos de los dos apéndices, acercándolo en la medida de lo posible al nivel del plano sobre el que se apoya el obelisco. En la parte de la fachada que quedó descubierta por debajo del orden, replicó el mismo zócalo que había en la zona del ábside de la basílica.

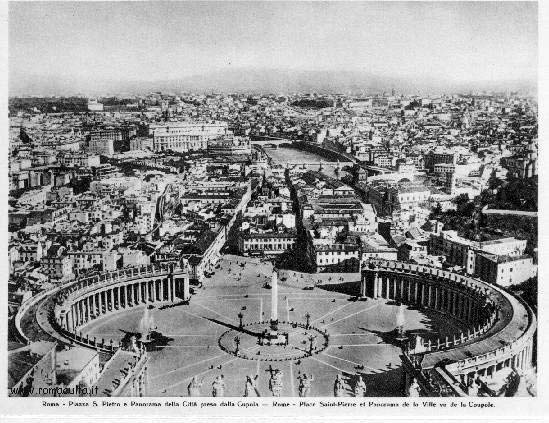
El rione de Borgo antes de la construcción de la Via della Conciliazione.

De esta manera, la nueva escalera parece algo añadido, mejorando las proporciones de la fachada. No solo eso: a ambos lados de la escalinata se pudieron realizar dos pasos transitables también por carruajes, y el desnivel original entre los planos de la fachada y del obelisco se redujo a solo seis metros, que con los 200 metros de distancia desde el obelisco suponen una pendiente del 3 %, y por tanto permiten un pavimento continuo sin escalones y una correcta recogida del agua de lluvia.

### La Via della Conciliazione (1936-1950)

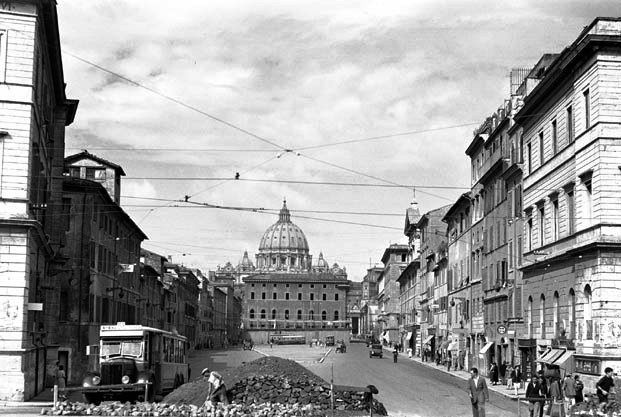
La construcción de la calle en 1937: nótese el último palacio que cubría la plaza antes del final de las demoliciones.

En 1936 la zona fue afectada por una intervención urbanística aprobada por el propio Benito Mussolini, que tapó el eje de la puerta de bronce y orientó hacia la plaza el eje de una amplia avenida, llamada Via della Conciliazione. El propósito genérico de «hacer espacio» detrás del «tercer brazo» de Bernini encuentra crédito en la literatura hasta el siglo xx, haciendo correr la voz de que el propio Bernini hubiera pensado en una calle axial detrás del tercer brazo.

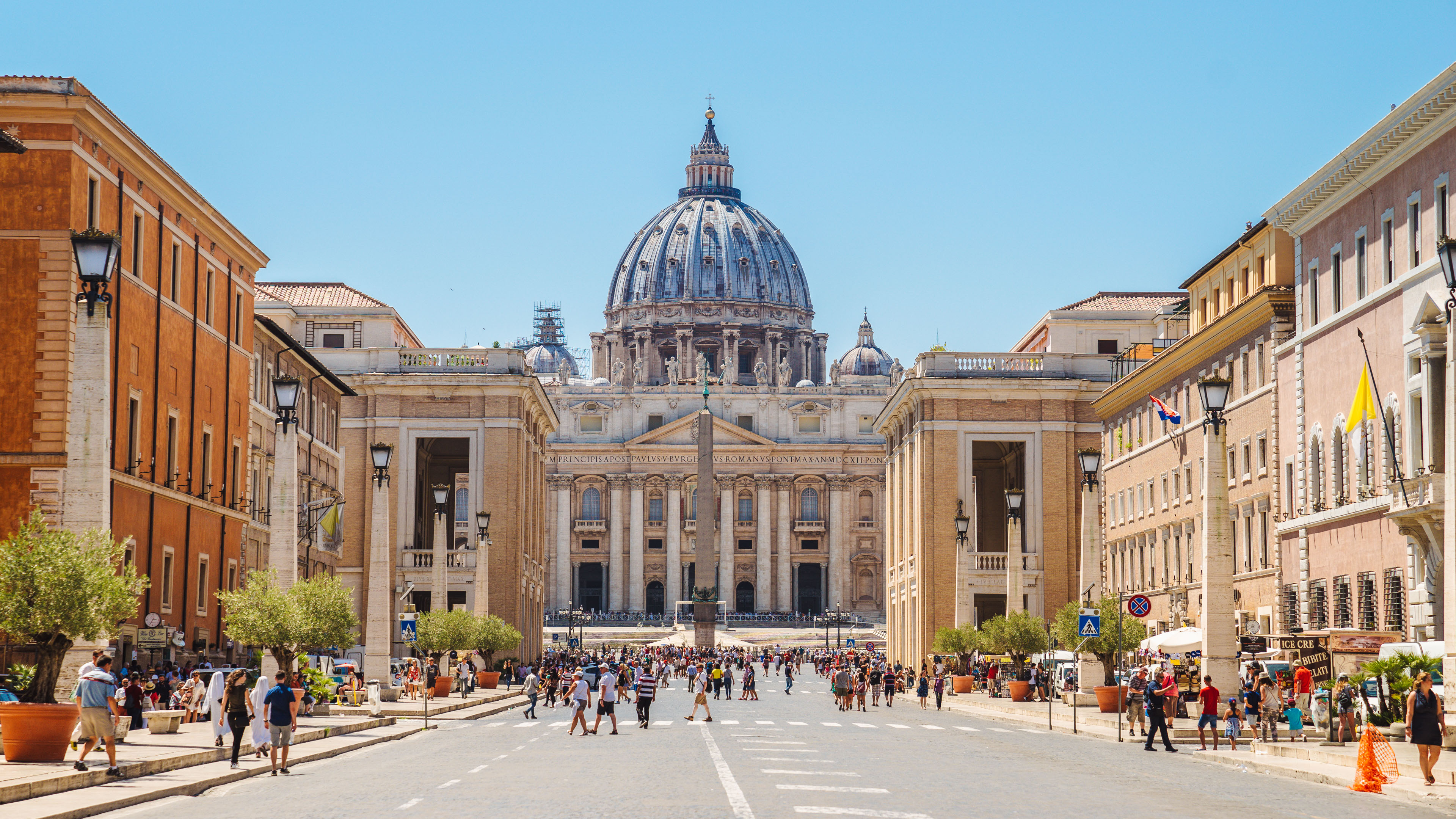
La basílica vista desde la Via della Conciliazione.

La intervención de Piacentini y Spaccarelli fue realizada entre 1936 y 1950 y supuso la demolición de numerosos palacios e iglesias del Borgo, obra —entre otros— de Bramante, Baldassarre Peruzzi, Antonio da Sangallo el Joven, Carlo Maderno o Rafael. A su destrucción siguió la reconstrucción con palacios «armonizados» a los antiguos, y en algunos casos rebautizados con los mismos nombres, reutilizando algunos elementos obtenidos de las demoliciones. Muchas partes decorativas (contornos de puertas y ventanas, escudos, esculturas, columnas, entablamento, etc.) están almacenadas en los depósitos municipales y en el Museo de Roma. Un cierto número de objetos enteros, como fuentes, fueron transportados a otros lugares. La Piazza Rusticucci, asimétrica, fue sustituida por una plaza simétrica, llamada Piazza Pio XII, que repetía la forma y orientación de la plaza con forma de trapecio delante de la fachada de la basílica.

## La vida en la plaza

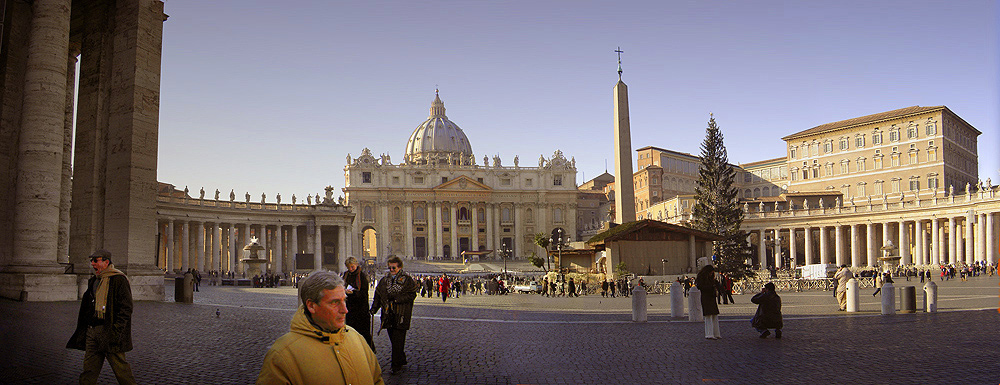
La plaza en Navidad.

Esta es la plaza más cercana, en cierto sentido, al «corazón del catolicismo»; la gran columnata oval siempre se ha considerado la imagen de dos grandes brazos que envuelven maternamente a los fieles. Los visitantes de la basílica de San Pedro, sean peregrinos con devoción o turistas con intereses culturales, procedentes de todo el mundo y de todas las razas y lenguas, empiezan siempre admirando y disfrutando de la amplitud y la armonía del espacio y de las formas, el ímpetu del obelisco adornado con mil leyendas y el estruendo de las dos copiosas fuentes, rodeados por el cielo de Roma.
Dada su cada vez mayor afluencia, la plaza se ha convertido en sede habitual de grandes ceremonias litúrgicas presididas por el papa, como la solemne misa de inauguración del pontificado (que ha sustituido a la coronación), la misa del Domingo de Ramos, la de Pascua con el mensaje y la bendición urbi et orbi (estos dos últimos se realizan también en Navidad), las canonizaciones, las audiencias generales y muchas otras ceremonias y eventos presididos por el pontífice, además de las exequias de este último, como sucedió en 2005 con Juan Pablo II, delante de una inmensa multitud que se había reunido en los días precedentes en Roma para rendir homenaje al difunto pontífice. También se ha hecho habitual la cita del Angelus Domini, el domingo a las 12:00, cuando el papa se asoma desde la ventana de su estudio, saluda a la multitud, da un breve discurso, recita la oración del ángelus e imparte su bendición.

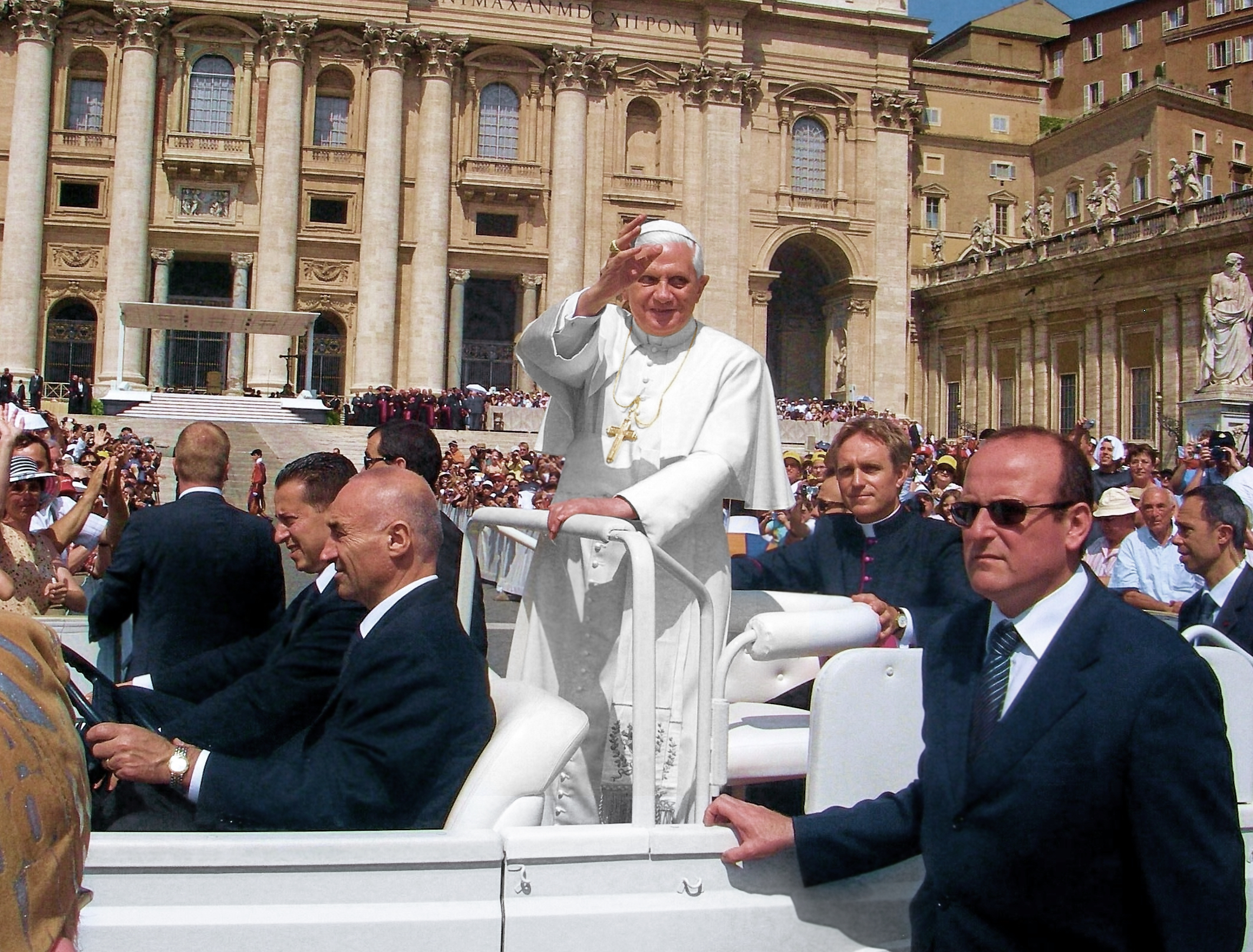
Benedicto XVI en la plaza de San Pedro con ocasión de una audiencia general.

Siendo un escenario de enorme prestigio mundial, para evitar la permanente ocupación abusiva de ella están prohibidas todas las manifestaciones públicas distintas de las religiosas. Durante la Segunda Guerra Mundial, los soldados alemanes que ocupaban Roma vigilaban su perímetro, sin poder entrar. El 13 de mayo de 1981, durante una audiencia pública, el papa Juan Pablo II fue víctima de un intento de asesinato perpetrado por Mehmet Ali Ağca, que fue arrestado por la policía italiana.

### El árbol de Navidad de la plaza de San Pedro
Durante la temporada navideña se erige en el centro de la plaza de San Pedro, frente a la basílica, un gran árbol de Navidad. La tradición de instalar un árbol de Navidad en esta festividad es una práctica relativamente reciente, iniciada en 1982, durante el pontificado de Juan Pablo II. El primer árbol vino de Italia; a partir de entonces, donar el árbol de Navidad para la plaza se ha convertido en un honor, y el Vaticano lo acepta como regalo, cada año procedente de una región europea diferente. Junto al árbol se instalan setenta estatuas, que pretenden representar escenas de la Natividad.

## Las fuerzas de policía en la plaza
La plaza, pese a formar parte del territorio de la Ciudad del Vaticano, está vigilada por las fuerzas de policía italianas, que tienen el control hasta la escalinata de la basílica, como recita el artículo 3 del tratado de los Pactos de Letrán, del 11 de febrero de 1929:

Italia reconoce a la Santa Sede la plena propiedad y la exclusiva y absoluta potestad y jurisdicción soberana sobre el Vaticano, tal y como está constituido actualmente, con todas sus pertenencias y dotaciones, creándose así la Ciudad del Vaticano para los fines y con las modalidades previstas en el presente tratado. Los límites de dicha ciudad están indicados en el plano que constituye el anexo I del presente tratado, del cual forma parte integrante.

Por otra parte, se entiende que la Plaza de San Pedro, pese a formar parte de la Ciudad del Vaticano, continuará estando normalmente abierta al público y sujeta a las fuerzas de policía de las autoridades italianas, las cuales se detendrán a los pies de la escalinata de la basílica, aunque esta continúe estando destinada al culto público, y se abstendrán por tanto de subir y acceder a dicha basílica, salvo que sean invitadas a intervenir por la autoridad competente.

Cuando la Santa Sede, en vista de circunstancias particulares, considere oportuno sustraer temporalmente la Plaza de San Pedro al libre tránsito del público, las autoridades, a menos que fueran invitadas a quedarse por la autoridad competente, se retirarán fuera de los límites de la columnata de Bernini y de su prolongación.

Actualmente las fuerzas de policía italianas presentes en la plaza son:
- El Servicio Vaticano de la Policía Italiana, con sede en la Via del Mascherino 12, en el rione Borgo;
- Los Carabineros, dependientes de la Estación de Carabineros de San Pietro, con sede en la Via del Crocifisso 46;
- El Cuerpo de Policía Local de Roma Capitale, la policía de tráfico del Ayuntamiento de Roma, dependiente del Grupo XVII Municipio, con sede en la Via del Falco 6, en el rione Borgo.